# Comuna Sâncraiu de Mureș, Mureș
Sâncraiu de Mureș (în maghiară: Marosszentkirály, în germană: Weichseldorf) este o comună în județul Mureș, Transilvania, România, formată din satele Nazna și Sâncraiu de Mureș (reședința).

## Demografie
Componența etnică a comunei Sâncraiu de Mureș
     Români (67,46%)
     Maghiari (21,2%)
     Romi (2,2%)
     Alte etnii (0,29%)
     Necunoscută (8,85%)
Componența confesională a comunei Sâncraiu de Mureș
     Ortodocși (58,17%)
     Reformați (14,74%)
     Romano-catolici (4,3%)
     Adventiști (3,91%)
     Penticostali (2,12%)
     Greco-catolici (1,1%)
     Alte religii (4,54%)
     Necunoscută (11,13%)
Conform recensământului efectuat în 2021, populația comunei Sâncraiu de Mureș se ridică la 10.403 locuitori, în creștere față de recensământul anterior din 2011, când fuseseră înregistrați 7.489 de locuitori. Majoritatea locuitorilor sunt români (67,46%), cu minorități de maghiari (21,2%) și romi (2,2%), iar pentru 8,85% nu se cunoaște apartenența etnică. Din punct de vedere confesional, majoritatea locuitorilor sunt ortodocși (58,17%), cu minorități de reformați (14,74%), romano-catolici (4,3%), adventiști (3,91%), penticostali (2,12%), greco-catolici (1,1%) și altele (1,07%), iar pentru 11,13% nu se cunoaște apartenența confesională.

## Politică și administrație
Comuna Sâncraiu de Mureș este administrată de un primar și un consiliu local compus din 17 consilieri. Primarul, Petru-Ionuț Budian[*], de la Partidul Național Liberal, este în funcție din octombrie 2020. Începând cu alegerile locale din 2024, consiliul local are următoarea componență pe partide politice:
|  | Partid                                 | Consilieri | Componența Consiliului | Componența Consiliului | Componența Consiliului | Componența Consiliului | Componența Consiliului | Componența Consiliului | Componența Consiliului | Componența Consiliului | Componența Consiliului |
|  | -------------------------------------- | ---------- | ---------------------- | ---------------------- | ---------------------- | ---------------------- | ---------------------- | ---------------------- | ---------------------- | ---------------------- | ---------------------- |
|  | Partidul Național Liberal              | 9          |                        |                        |                        |                        |                        |                        |                        |                        |                        |
|  | Uniunea Democrată Maghiară din România | 4          |                        |                        |                        |                        |                        |                        |                        |                        |                        |
|  | Partidul Social Democrat               | 2          |                        |                        |                        |                        |                        |                        |                        |                        |                        |
|  | Alianța pentru Unirea Românilor        | 2          |                        |                        |                        |                        |                        |                        |                        |                        |                        |

## Atracții turistice
- Biserica Reformat-Calvină din Săncraiu de Mureș, construcție secolul al XII-lea
- Biserica Romano-Catolică din satul Sâncraiu de Mureș, construcție secolul al XV-lea
- Cimitirul Eroilor Români din satul Nazna

## Imagini

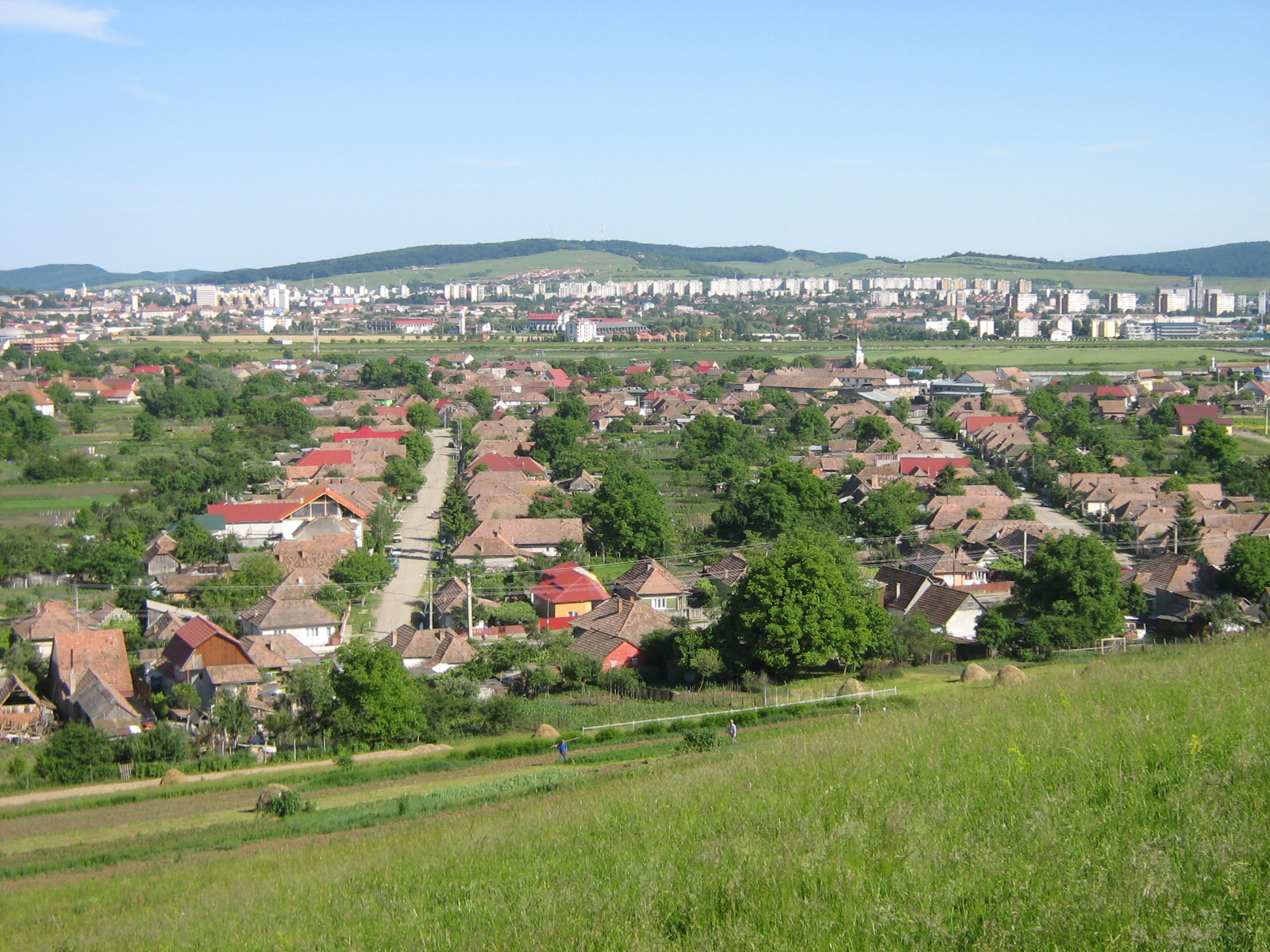
Sâncraiu de Mureș
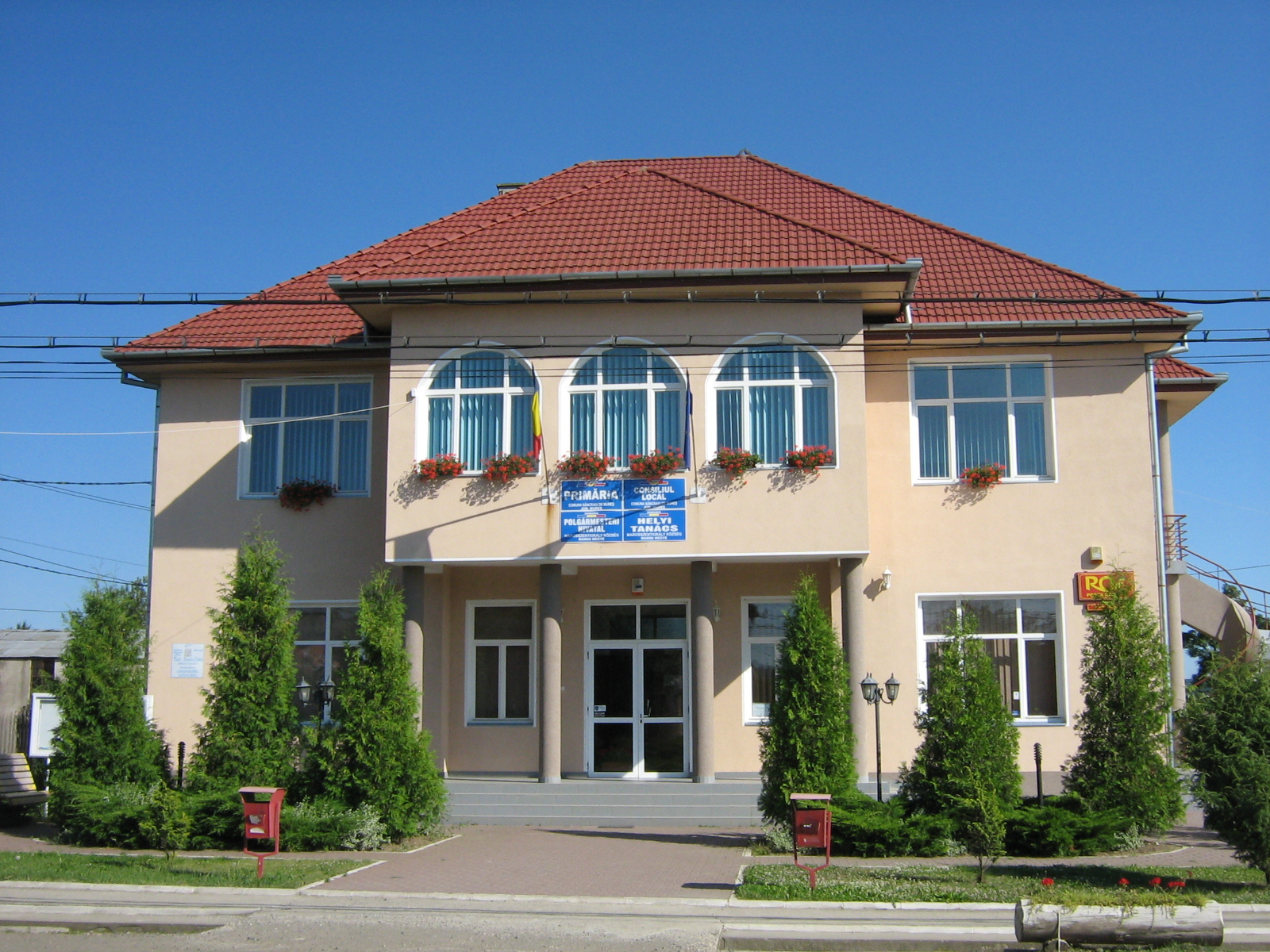
Primăria
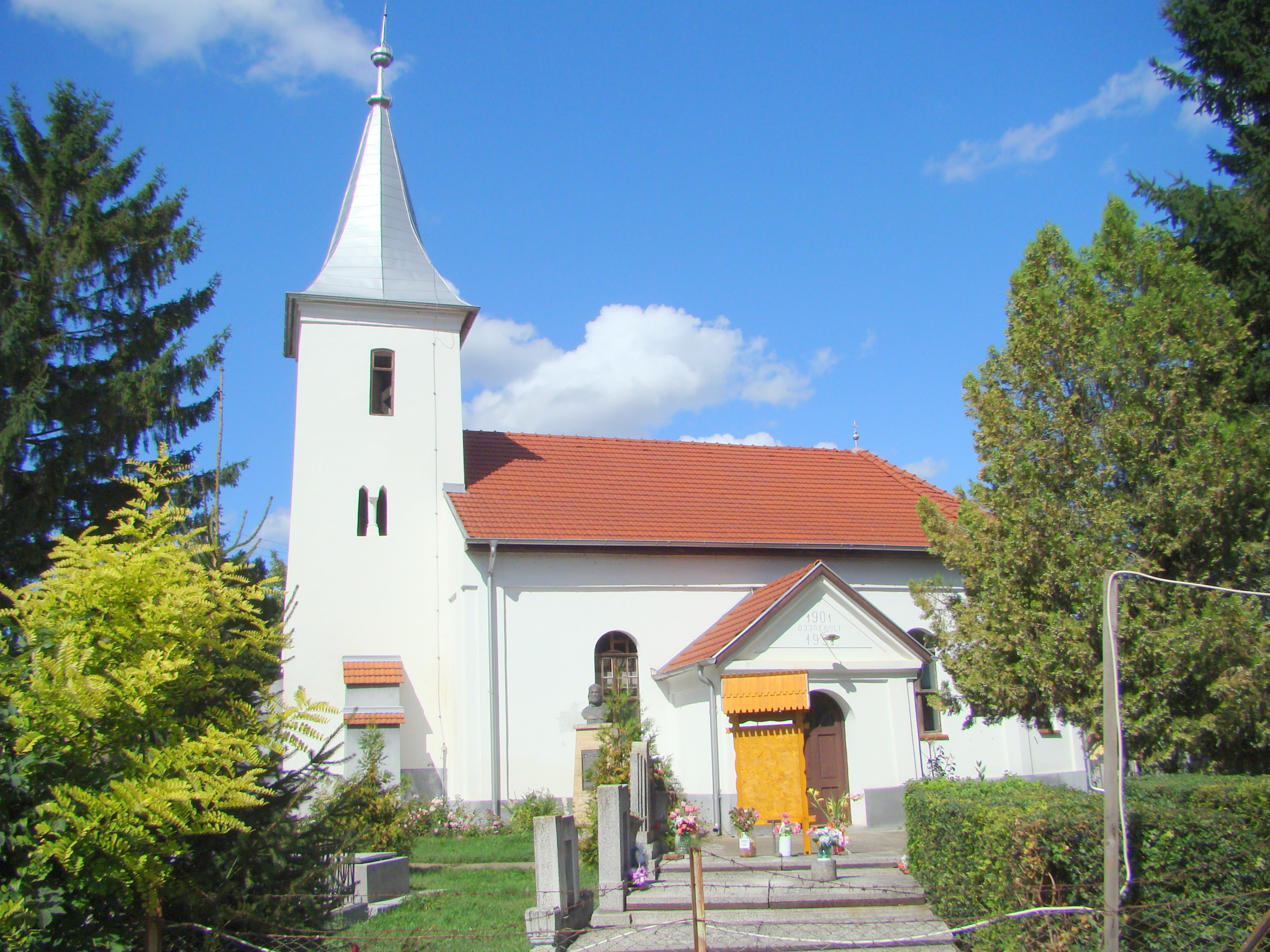
Biserica reformată din satul Sâncraiu de Mureș (monument istoric)
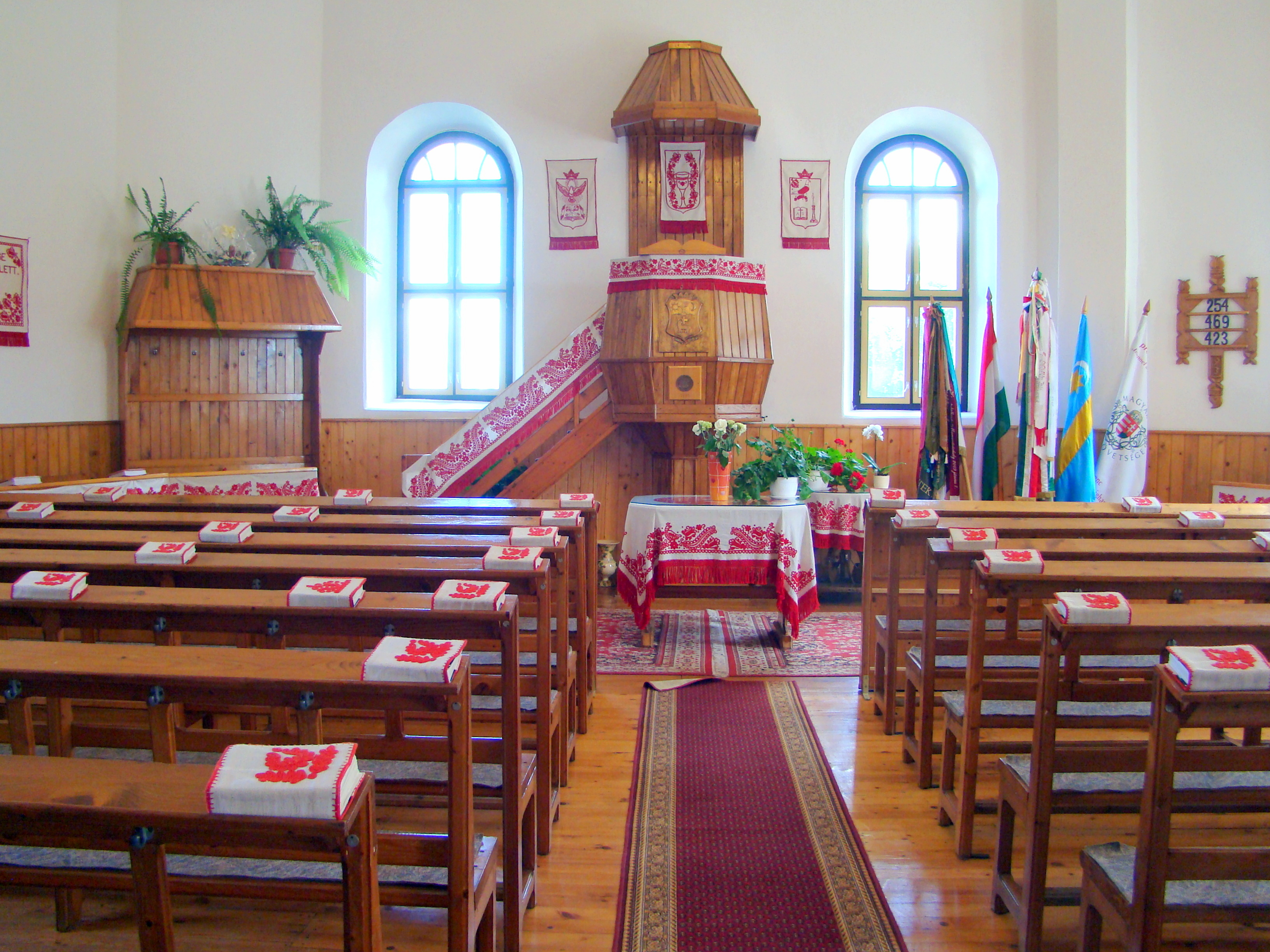
Biserica reformată din satul Sâncraiu de Mureș (interiorul)
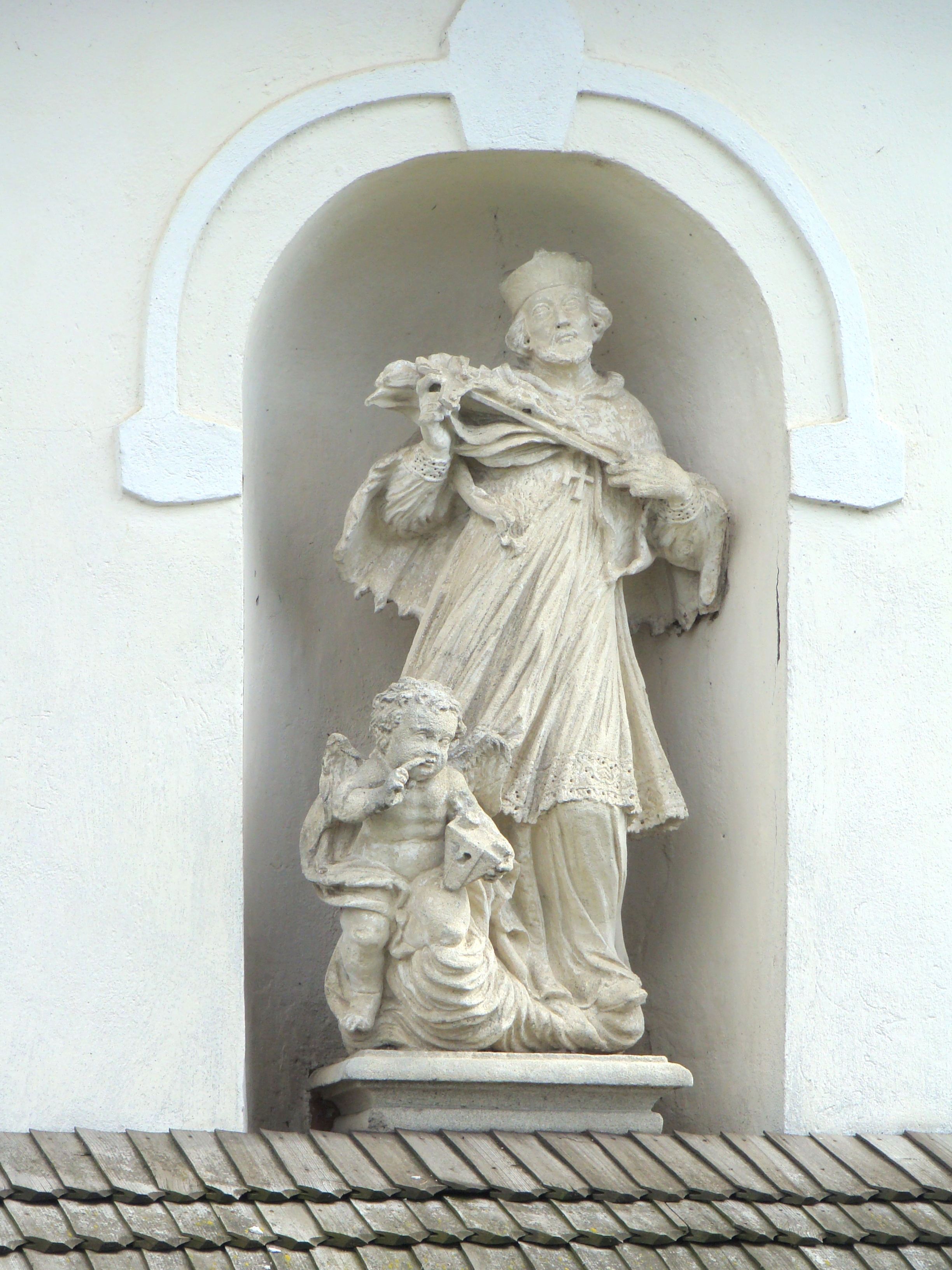
Biserica romano-catolică din satul Sâncraiu de Mureș (monument istoric)
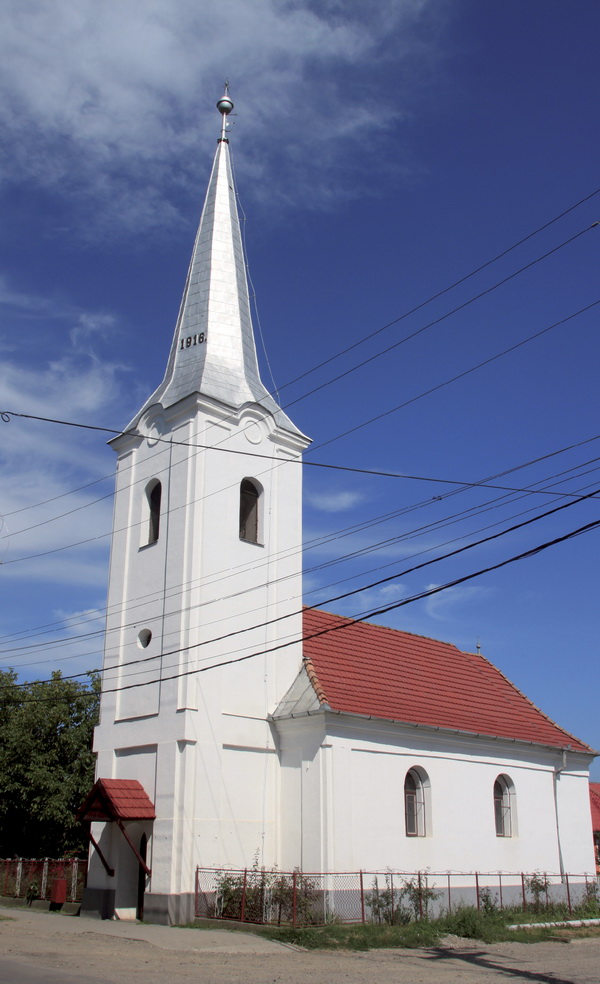
Biserica reformată din satul Nazna